# Route I/15 (Slovaquie)
Pour les articles homonymes, voir I15 et Route 15.
La I/15 (en slovaque : cesta I. triedy 15) est une route slovaque de première catégorie reliant Vranov nad Topľou à Stročín. Elle mesure 49,6 km.

## Tracé
- Région de Prešov
  - Vranov nad Topľou
  - Majerovce
  - Sedliská
  - Benkovce
  - Slovenská Kajňa
  - Malá Domaša
  - Holčíkovce
  - Nová Kelča
  - Turany nad Ondavou
  - Miňovce
  - Breznica
  - Stropkov
  - Tisinec
  - Duplín
  - Stročín